# Dwunastozgłoskowiec amfibrachiczny
Dwunastozgłoskowiec amfibrachiczny – dwunastozgłoskowiec realizujący metrum amfibrachiczne.
Dwunastozgłoskowiec amfibrachiczny, czyli czterostopowiec amfibrachiczny akatalektyczny, jest najpopularniejszym formatem polskiego amfibracha, występującym zarówno samodzielnie w długich seriach wersów, jak i w przeplocie z trójstopowcem.
Puch czarny, puch miękki pod głowę podłóżmy,
Śpiewajmy, a cicho – nie trwóżmy, nie trwóżmy,
(Adam Mickiewicz, Dziady, cz. III, Prolog)

SSsSSssSssSs (czterostopowiec)
sSssSssSssSs (czterostopowiec)
Konsekwentnie czterostopowym amfibrachem Leopold Staff napisał Deszcz jesienny. Natomiast Bolesław Leśmian z tetrapodii amfibrachicznych ułożył wiersz Matysek. Tylko refren się wyłamuje z metrum całości, bo jest napisany dziesięciozgłoskowcem.
Grał w lesie Matysek na skrzypkach z jedliny
I wygrał, i wygrał – płacz zmarłej dziewczyny.
O, płaczu bezbrzeżny, dlaczego tak płaczesz?
Dlaczego w pnie drzewne jak we drzwi kołaczesz?
Zapomnij o klęsce, a świat się odmieni –
I rosą spłyń w zieleń, i spocznij w zieleni!
Lecz nie chciał wypocząć ni wyzbyć się męki
I różnie się krwawił o kwiaty i sęki
Czerwony – zielony – srebrzysty – złocisty
0, Boże, mój Boże – płacz bardzo wieczysty!
Takie było Matyskowe granie. (10)
zanim pieśni nastało konanie. (10)
Naprzemienne stosowanie amfibrachicznych tetrapodii i trypodii jest charakterystyczne dla polskiego sylabotonizmu:
Śpiewajmy nad sennym, my, nocy synowie
Usłużmy, aż będzie nam sługą.
Wpadnijmy mu w serce, biegajmy po głowie,
Nasz będzie – ach, gdyby spał długo!
(Adam Mickiewicz, Dziady, cz. III, Prolog)

sSssSssSssSs (czterostopowiec)
sSssSssSs    (trójstopowiec)
sSssSssSssSs (czterostopowiec)
sSssSsSSs    (trójstopowiec)
Przeplatanka czterostopowca i trójstopowca daje się zaobserwować w wierszu Marii Konopnickiej Jaskółka.
Zza morza powraca!... ach leci tu, leci,
Jaskółka pod strzechę, pod naszą...
A cichoż ty bosa, gromadko! sza, dzieci!
Bo krzyki ptaszynę wystraszą...
Ach, śpiesz się dziewczyno, nie splataj warkoczy,
Do strugi, za wioskę bież strzałą;
Nim ptaszka w niej skrzydła czarniawe umoczy,
Ty w wodzie twarzyczkę myj białą.
Podobną techniką posługuje się Stanisław Wyspiański w dramacie Akropolis.
Pod skejskim donżonem, na blankach, na murach
pancerni przysiedli stróżowie;
łby wsparli na szpadach, na srogich kosturach,
na czatach na zamku w Krakowie.
Wyspiański ogranicza monotonię amfibracha, wprowadzając wersy o innej liczbie sylab:
Noc w mieście głęboka; Skamander połyska,
wiślaną świetląc się falą
a stróże wąsale ściskają mieczyska
i hasłem zawodnem się żalą.
W ten sposób sylabotonizm dryfuje u Wyspiańskiego lekko w stronę tonizmu.
Amfibrachem Wyspiański posłużył się też w Nocy listopadowej
Ze spiżu czerwony kask kryje jej lica,
a oczy jej gorą w przyłbicy;
jej szata się łyska w odblasku księżyca;
tarcz wielka na złotej pętlicy:
Egida srebrzysta, przez ramię rzucona,
wężami szeleści żywemi.
Wężami ciążące podźwiga ramiona
i spisę wbija do ziemi.
I głosem zawoła, aż gromem uderzy,
że ku niej skrzydlatych chór dziewek nadbieży,
a każda na skrzydłach niesiona.
W dwunastozgłoskowych amfibrachach jest oczywiście możliwa kataleksa, ale wersy skrócone występują o wiele rzadziej niż pełne. W wierszu  Konopnickiej Idylla nieparzyste linijki są tetrapodiami amfibrachicznymi katalektycznymi (sSssSssSssS), a wersy parzyste pięciozgłoskowcami.
Na wiosnę wśród braci słowików i róż,
Idylla wstaje...
Powojem ukwieca zielone tła wzgórz,
Konwalią gaje...
Nad rzeczką w wilgotnych oporach, we mgle,
Zasiada z fletnią,
I kwiaty uśpione w miłosnym pół-śnie,
W noc budzi letnią.
W poranku z skowronkiem jednoczy się w chór,
Śpiewając; „ave!”
I zbiera o wschodzie z obrąbków tych chmur
Blaski jaskrawe,
I z rosy perłami w dyadem je tka
Na pasku tęczy,
W porannym pacierzu pastuszka łzą drga
I cicha klęczy...
Aż zerwie się bujać po lesie, jak ptak,
Z wierzchów na wierzchy;
A za nią promienny posuwa się szlak,
Rozjaśnia zmierzchy.
Na przeplocie wersów amfibrachicznych akatalektycznych (dwunastozgłoskowych żeńskich: sSssSssSssSs) i katalektycznych (jedenastozgłoskowych męskich: sSssSssSssS) opiera się metryka Walc Czesława Miłosza. Jedynie przerażająca wizja lodowego pola, po którym kroczą zesłańcy, jest ujęta w jamby.
Amfibrachiczny dwunastozgłoskowiec występuje też w literaturze słoweńskiej:
Od nékdej lepé so Ljubljanke slovele,
al lepši od Urške bilo ni nobene,
nobene očem bilo bolj zaželene
ob času nje cvetja dekleta ne žene. –
Ko nárbolj iz zvezd je danica svetla,
narlepši iz deklic je Urška bila.
(France Prešeren, Povodni mož)